# Egon Madsen

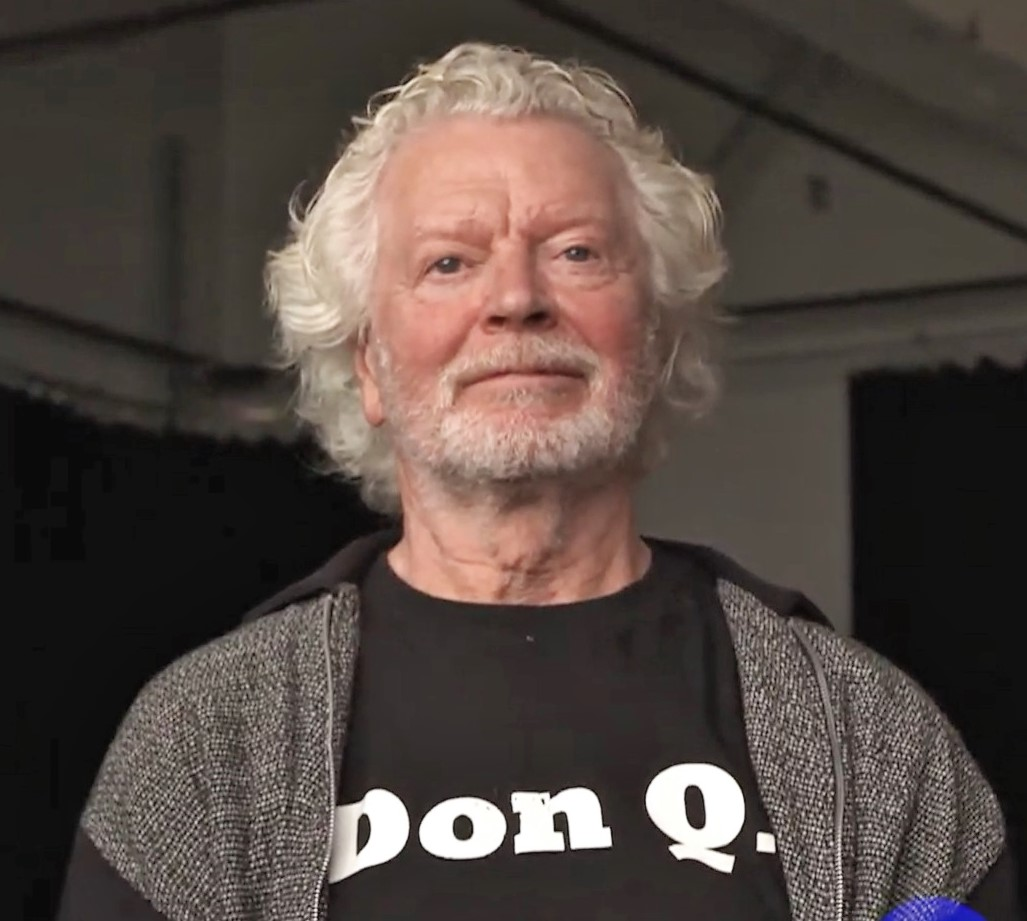
Egon Madsen, 2018

Egon Madsen (* 24. August 1942 in Ringe) ist ein dänischer Balletttänzer und Ballettmeister. Neben Richard Cragun, Marcia Haydée und Birgit Keil war er einer der Solisten des Stuttgarter Balletts, die Ende der 1960er Jahre unter John Cranko zum Stuttgarter Ballettwunder beitrugen.
Seit 2007 ist er mit dem damals neu gegründeten Tanzensemble am Theaterhaus Stuttgart verbunden.
Er lebt mit seiner Frau, der ehemaligen Tänzerin Lucia Isenring, in Italien.

## Werdegang
Madsen erhielt seine Ballettausbildung im Rahmen von Engagements bei verschiedenen dänischen Balletttruppen. Von der Ballettschule des Königlich Dänischen Balletts wurde er abgelehnt.
1961 wurde er durch die Vermittlung einer seiner Lehrerinnen und des Tänzers Erik Bruhn von Cranko in dessen Stuttgarter Ballett engagiert, wo er 1962 zum Solotänzer ernannt wurde.
Viele der Rollen in John Crankos Choreografien sind für Madsen kreiert worden, darunter:
- Romeo und Julia (1962): Paris
- Jeu de cartes (1965): Der Joker
- Onegin (1965): Lenski
- Der Nussknacker (1966)
- Der Widerspenstigen Zähmung (1969)
- Carmen (1971): Don José
- Initialen R.B.M.E. (1972): das E steht für Egon Madsen

Auch andere Choreografen verfassten Rollen für Madsen, darunter Kenneth MacMillan und Sir Peter Wright.
Nach seinem Austritt aus dem Stuttgarter Ballett 1981 wurde Madsen zunächst Leiter des Frankfurter Balletts, dann Ballettdirektor des Königlichen Schwedischen Balletts und des Teatro Comunale in Florenz. 1990 kehrte er als Ballettmeister und stellvertretender Ballettdirektor zum Stuttgarter Ballett zurück. 1996 wurde er Ballettmeister des Leipziger Balletts.
1999 folgte Madsen einer Einladung des Choreografen Jiří Kylián und wurde Tänzer des Nederlands Dans Theater III (NDT III). Von 2000 bis 2007 hatte er dort die Künstlerische Leitung inne.
Im September 2007 tanzte Egon Madsen an der Seite von Eric Gauthier in Christian Spucks Don Q. In den folgenden Jahren beförderte er als „Company Coach“ den Start des Tanzensembles Gauthier Dance am Theaterhaus Stuttgart. Für den Tanzabend Egon Madsens Greyhounds brachte er 2015 ehemalige Tänzer und Tänzerinnen auf die Bühne des Theaterhauses. 2020 wirkt er am Theaterhaus mit in einer Tanzproduktion von Mauro Bigonzetti nach Motiven von Shakespeares König Lear.